# Slowakisches Nationaltheater

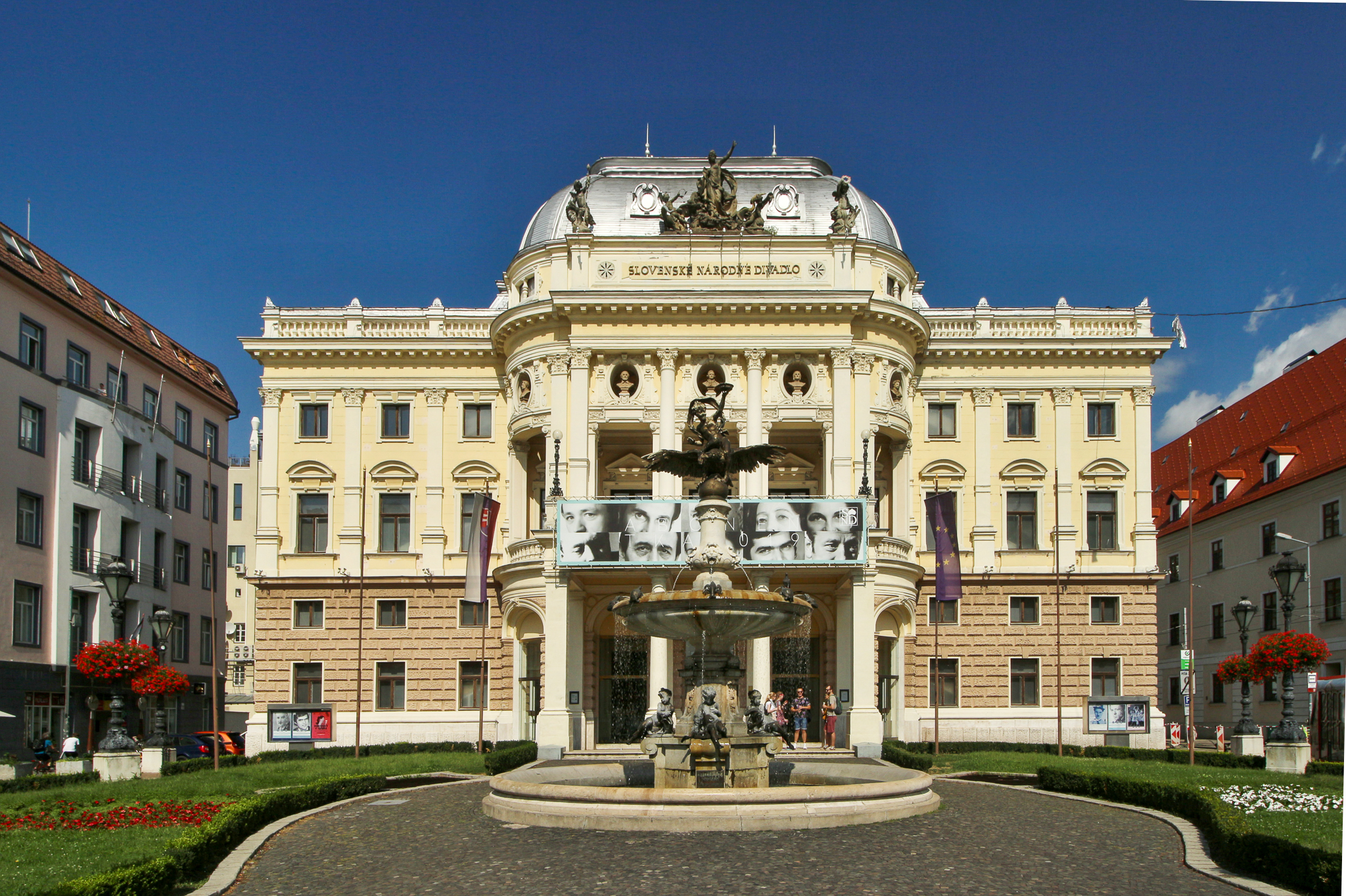
Slowakisches Nationaltheater Bratislava

Das Slowakische Nationaltheater (slowakisch Slovenské národné divadlo) am Hviezdoslav-Platz in Bratislava (dt. Preßburg, ung. Pozsony) ist das älteste Theater der Slowakei. Das neubarocke Gebäude nach Entwürfen von Fellner & Helmer wurde 1886 als Stadttheater Preßburg eröffnet. Das heutige Nationaltheater entstand 1920 nach der Gründung der Tschechoslowakei.

## Geschichte

### Das erste Theater vor dem Fischertore

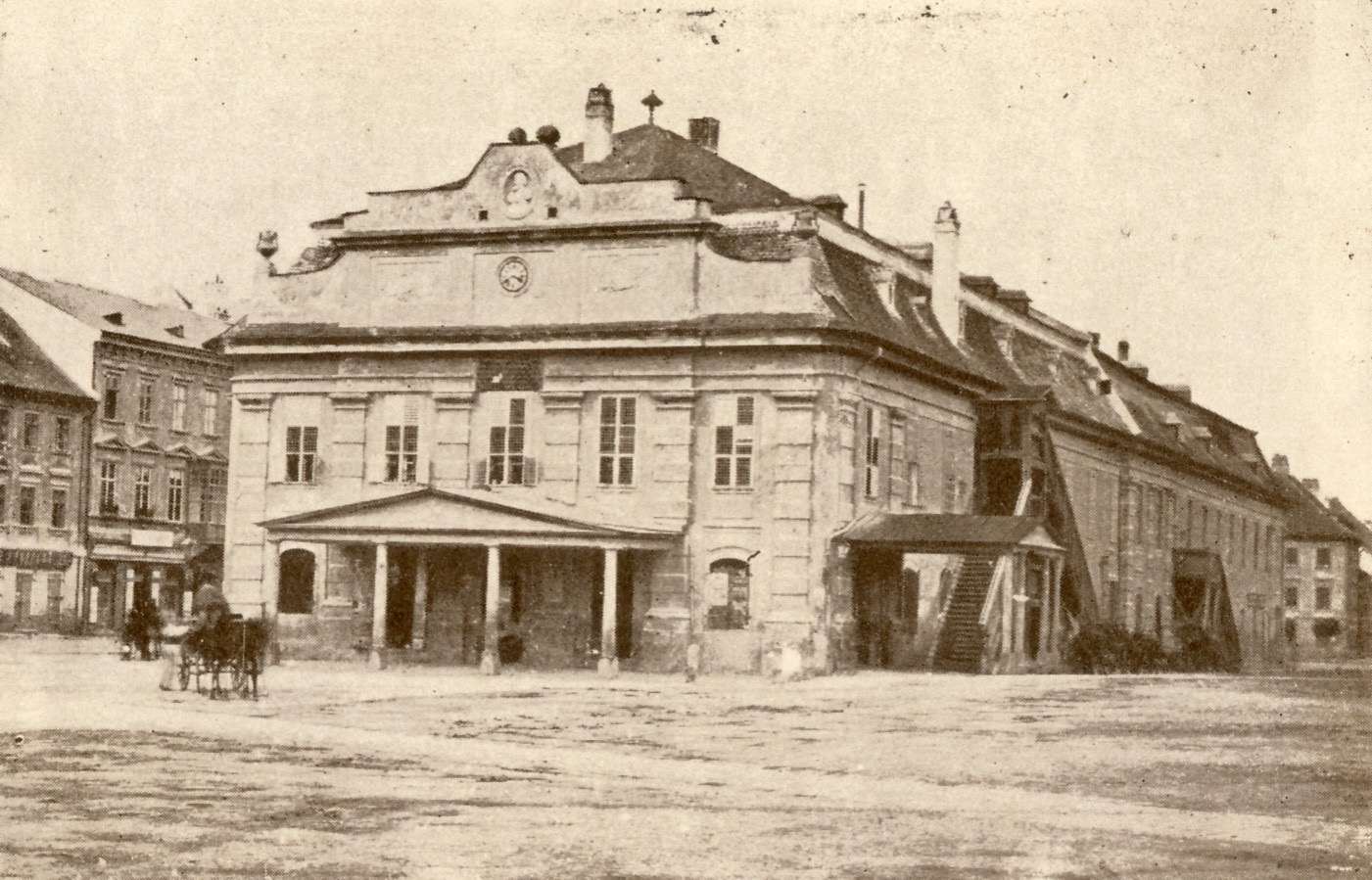
Theater vor der Fischertore

An der Stelle des alten Gebäudes des heutigen Slowakischen Nationaltheaters stand bereits ein älterer Bau. Bis zum Jahre 1884 war es das erste Theatergebäude Preßburgs. Diesen Bau ließ Graf Georg Csáky auf eigene Kosten erbauen. Die Planungsarbeiten wurden vom Baumeister Matthäus Walch erstellt. 1774 begann man vor dem Fischertor den Boden für einen neuen Theaterbau auszuheben. Einzelne wohlhabende Familien der Stadt mieteten (erbliche) Familienlogen, wodurch ein Teil der Baukosten bestritten werden konnte. Am 29. November 1775 überzeugte sich Kaiserin Maria Theresia persönlich über den Fortschritt der Bauarbeiten. Am 7. April 1776 übernahm Christian Hieronymus von Moll die Direktion des Theaters. Die offizielle Eröffnung fand am 9. November 1776 mit dem Theaterstück Die Medizeer von Johann Christian Brandes statt. Die Preßburger Zeitung schrieb: Die Menge der Zuschauer war so groß, als man sie bey einer solchen Feierlichkeit nur immer erwarten konnte... Am 16. November besuchten Herzog Albert von Sachsen Teschen und Erzherzogin Maria Christina, am 22. November Maria Theresia das Theater. Die Preßburger Zeitung schrieb: ...gleich bei dem Eintritt in die eigentlich errichtete prächtige Hofloge das in unbeschreiblicher Menge versammelte Publikum in eine entzückende Freude über die allerhöchste Gegenwart dieser teuersten Landesmutter versetzt wurde, welches nicht anders, als durch ein allgemeines Händeklatschen und Vivatrufen ausgedrücktet werden konnte.
Das Theater hatte einen sehr guten Ruf; auch namhafte Schauspieler aus Wien wie Rudolf Tyrolt und Bernhard Baumeister gastieren regelmäßig in Preßburg. Im Jahre 1879 gastierte Alexander Girardi zum ersten Mal im Preßburger Theater und trat dann von hier aus seinen Weg zum Welterfolg an.
Dieses Theater diente der Bevölkerung Preßburgs über hundert Jahre lang. Im letzten Viertel des 19. Jahrhunderts wurde es baufällig, eine Renovierung wäre zu kostspielig gewesen und deshalb musste es 1884 abgerissen werden. Ausschlaggebend für die rasche Einstellung des Spielbetriebes war auch der furchtbare Ringtheaterbrand in Wien vom Dezember 1881, der mehreren hundert Menschen das Leben kostete. Damals strömte während der Vorstellung von Hoffmanns Erzählungen  von Offenbach wegen einer defekten Gasbeleuchtung Gas aus, welches zur Explosion führte. Gleich nach dieser Katastrophe erließ das Ministerium eine Anordnung zur Verbesserung der Sicherheit, es sollten zusätzliche Ausgänge mit Holztreppen geschaffen werden. Da dieses Vorhaben nicht realisierbar schien, wurde das Haus aufgegeben und man entschloss sich für einen Neubau.

### Das zweite Theater (Neubau 1886)

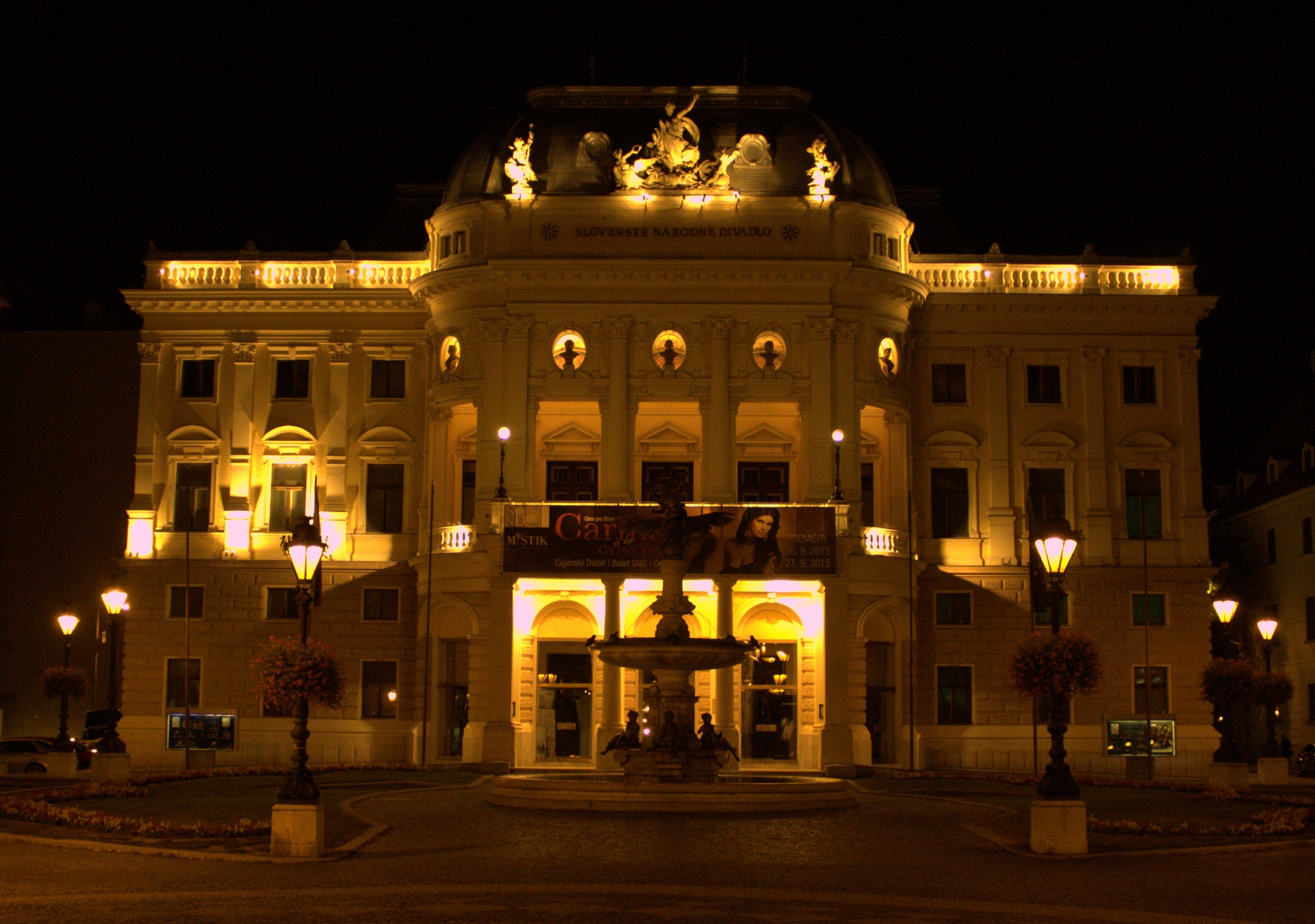
Das Gebäude des Slowakischen Nationaltheaters bei Nacht

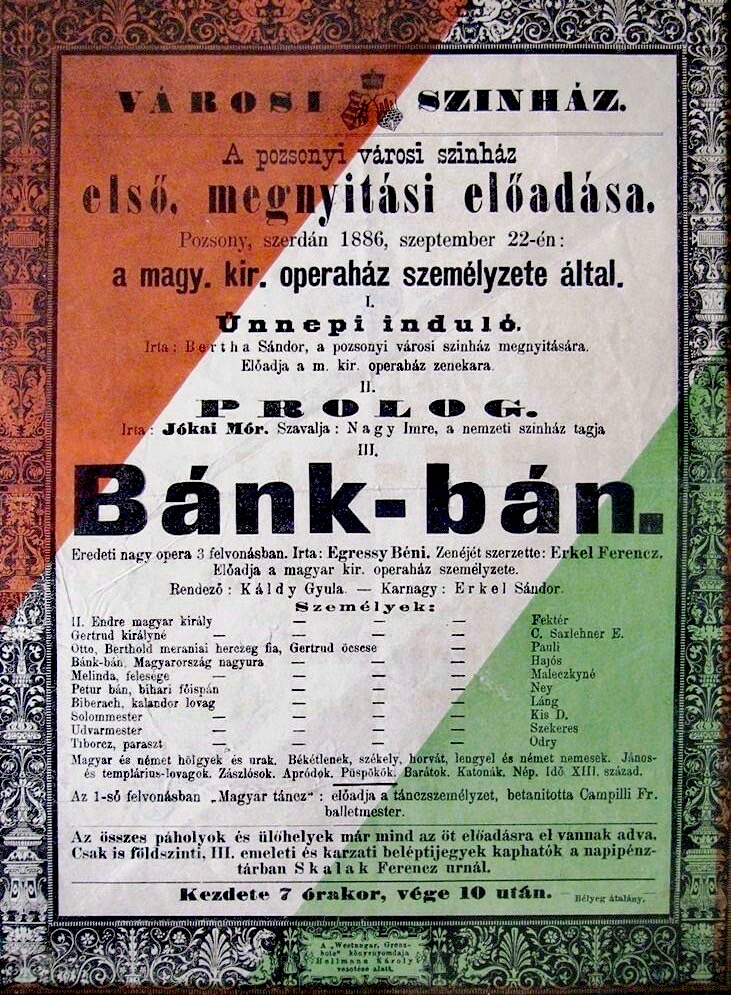
Plakat der Eröffnungsvorstellung des Städtischen Theaters in Preßburg am 22. September 1886

Nachdem der Beschluss der Stadtverwaltung gefasst worden war, ein neues Stadttheater zu bauen, wurden die von den Architekten Ferdinand Fellner d. J. und Hermann Helmer ausgearbeiteten Pläne genehmigt und zur Ausführung freigegeben. Die Bauausführung erfolgte durch Ignaz Feigler d. J. Die Kosten des Baues betrugen 340 000 Gulden und der Zuschauerraum wurde durch 800 Gaslampen beleuchtet und bot Platz für 611 Zuschauer. Im August 1886 wurden die letzten Arbeiten im Inneren abgeschlossen und am 22. September 1886 konnte das Theater feierlich eröffnet werden. In der Eröffnungsvorstellung wurde zuerst ein – eigens für diesen Anlass komponierter – Festmarsch des ungarischen Komponisten Sándor Bertha aufgeführt. Darauf folgte ein 'Prolog' Lidércfény (dt. „Irrlicht“) des ungarischen Schriftstellers Maurus Jókai. Musikalisch wurde der Abend von dem ungarischen Komponisten Sándor Erkel geleitet. Im Anschluss auf den 'Prolog' wurde die ungarische Nationaloper Bank Bán (Musik: Ferenc Enkel, Libretto: Béni Egressy) von dem Ensemble des 'Königlich-Ungarischen Opernhauses' Budapest zur Aufführung gebracht. Über dieses Ereignis berichtete die Preßburger Zeitung am 22. und 23. September 1886 in ausführlichen Berichten. Das Foyer und die Wände des Theaters wurden nach Entwürfen von Willibald Leo von Lütgendorff-Leinburg gestaltet. Vor dem Theater befindet sich der künstlerisch wertvolle Ganymed-Brunnen, ein Werk des Preßburger Bildhauers Viktor Tilgner.
Unterhalb vom Gesims wurden im zentralen Teil des Gebäudes fünf Figurennischen angebracht. In diesen wurden die vom Wiener Bildhauer W. Marhenke geschaffenen Büsten von J. W. von Goethe, William Shakespeare, Franz Liszt, József Katona und Mihály Vörösmarty untergebracht. Im Jahre 1936 wurden die Büsten aus ideologischen Gründen entfernt, da sie durch tschechische und slowakische Persönlichkeiten ersetzt werden sollten. Eine Realisierung dieses Planes erfolgte nicht, die Nischen blieben leer. Die Büsten lagen nun Jahrzehnte lang unbeachtet in irgendeinem Depot der Stadt. 1972 wurden sie von der Slowakischen Nationalgalerie übernommen. Es wurden Kopien angefertigt, die nach der politischen Wende 2003 auf ihren ursprünglichen Platz zurückgestellt wurden. Nur die Büste von Vörösmarty musste durch eine neue Büste (W. A. Mozart) ersetzt werde, da diese im Laufe der Jahrzehnte verloren ging. Bis zum Zusammenbruch Österreich-Ungarns wurden überwiegend deutsch- und ungarischsprachige Stücke aufgeführt. 1902 fand hier ein „Ensemblegastspiel der böhmischen Oper in Brünn“ statt. Es war seit Bestehen des Theaters in Preßburg erst zum zweiten Mal vorgekommen, dass in einer slawischen Sprache gespielt wurde. Die Brünner Oper eröffnete den Opernzyklus mit der Verkauften Braut von Bedřich Smetana; die Tournee dauerte etwa zwei Wochen.

v. Lütgendorffs Wandgemälde im Foyer
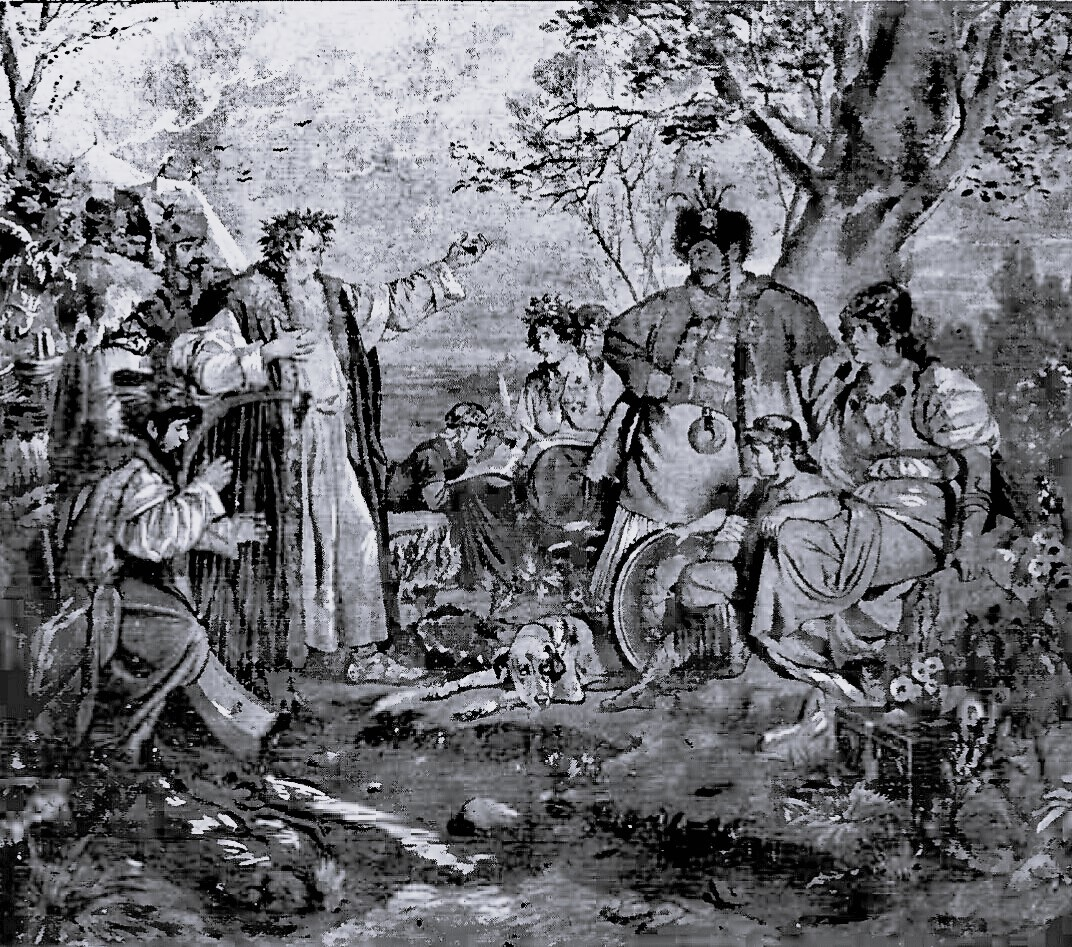
Altungarischer Barde
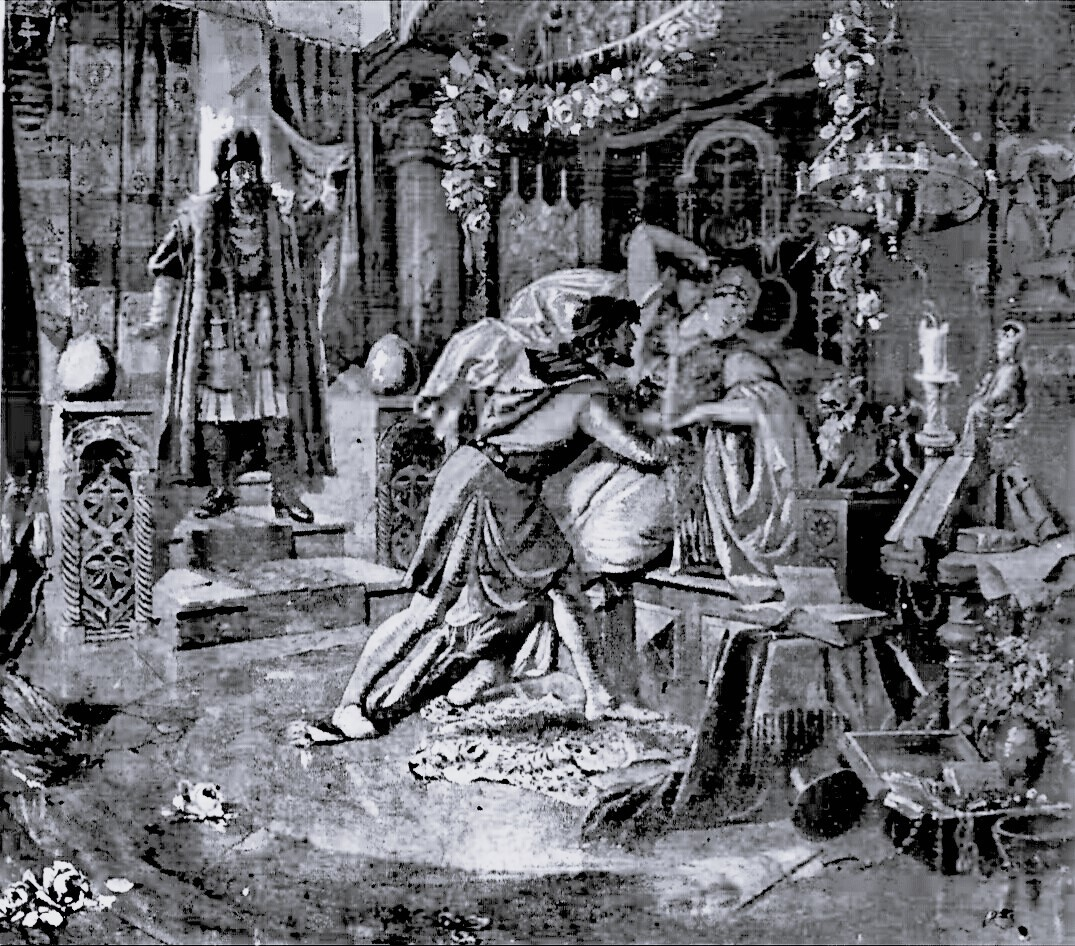
Aus dem Trauerspiel „Bánk-Bán“
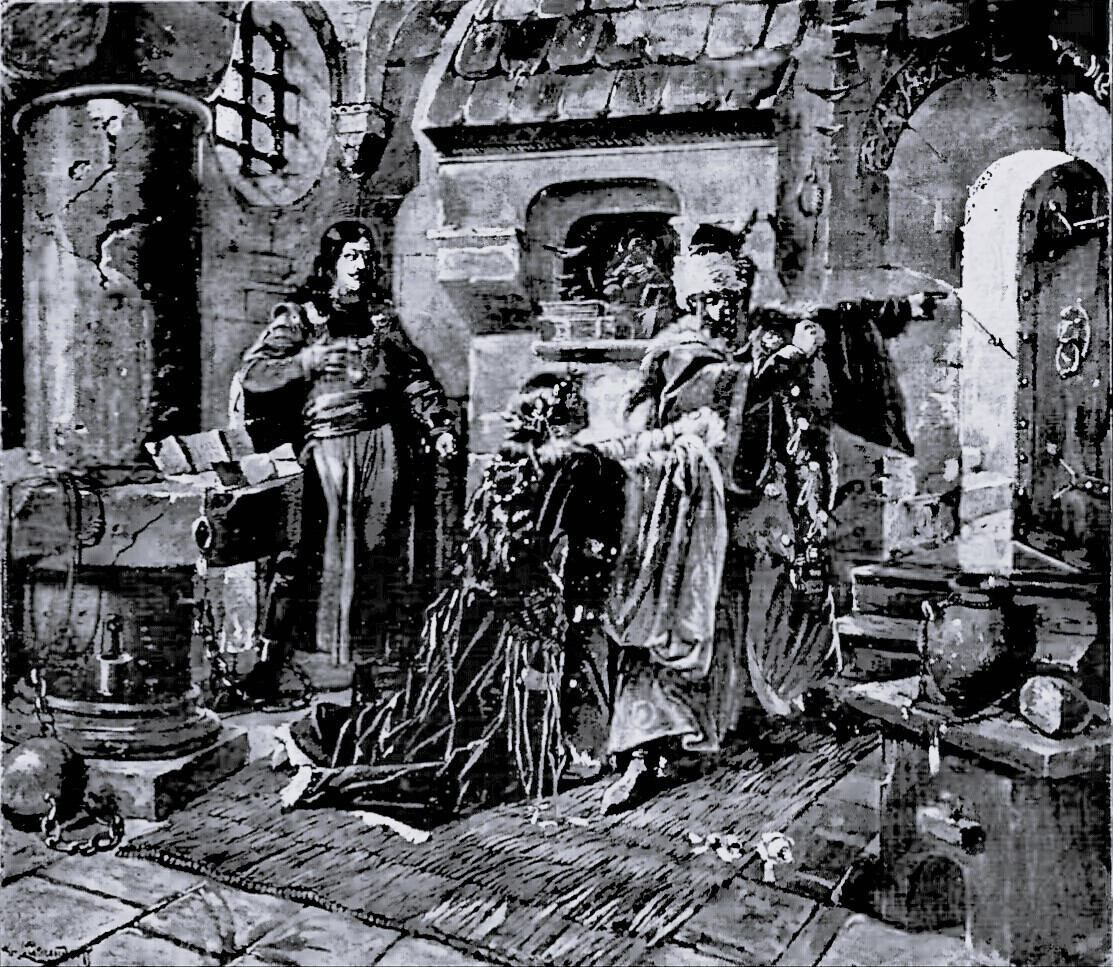
Aus der Oper „Hunjady Lázio“
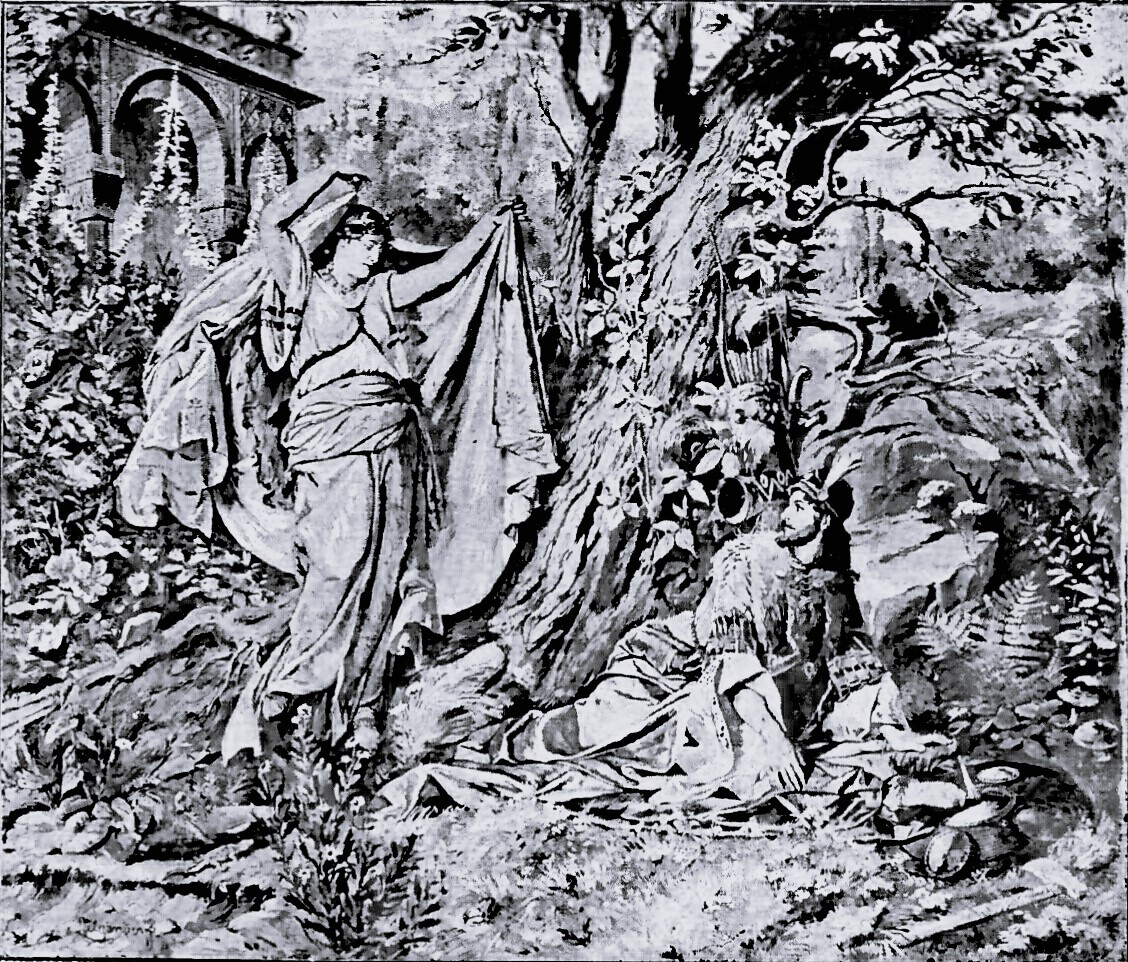
Feenmärchen

### Entwicklung seit 1918
Die Besetzung Preßburgs durch die tschechoslowakischen Legionäre in der Silvesternacht 1918 /1919 hatte zuerst keinerlei Auswirkungen auf den Theaterbetrieb. Das Slowakische Nationaltheater nahm seine regelmäßigen Vorstellungen erst später auf. Das erste Stück, welches am 1. März 1920 im Slowakischen Nationaltheater aufgeführt wurde, war die Oper Hubička („Der Kuß“) des Komponisten Bedřich Smetana. Das Slowakische Nationaltheater wurde dann von der „Slowakischen Nationaltheater-Gesellschaft“, die sich noch in der zweiten Hälfte des Jahres 1919 unter dem Vorsitze von Vavro Šrobár gebildet hatte, übernommen. Zu den ersten Intendanten des Theaters gehörte Oskar Nedbal (von 1923 bis 1930). Bevor die Slowakische Philharmonie gegründet worden war, wurden im Theater auch Konzerte gegeben.
Seit seiner Gründung hatte das Theater seine Heimat im historischen Gebäude am Promenadenplatz, dem heutigen Hviezdoslav-Platz. (Standort). Heute vereint das Slowakische Nationaltheater die Bühnenkünste Schauspiel, Oper und Ballett. Im Mai 2021 wurde das historische Haus bis auf Weiteres geschlossen, nachdem mangelhafter Zustand der technischen Ausstattung den Betrieb nur mit hohem Sicherheitsrisiko gestattete. Die letzte Sanierung fand 1972 statt. Vorbereitungen für eine Sanierung und Erneuerung sind im Gange.

### Neues Gebäude an der Donau

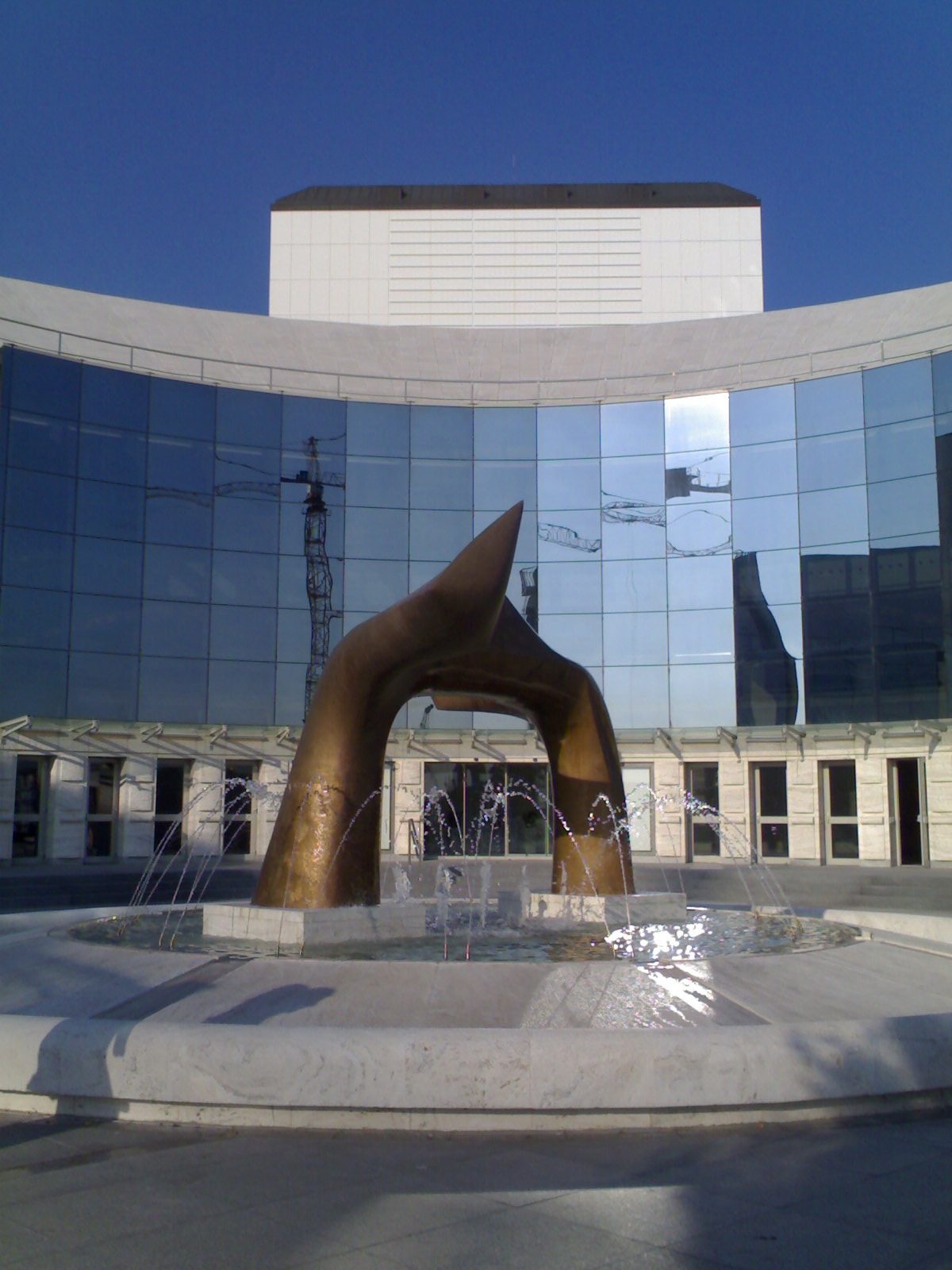
Das neue Gebäude des Slowakischen Nationaltheaters (2007)

Am 14. April 2007 wurde am Rande des Stadtzentrums in der Nähe des Donauufers (Standort) das neue Haus des Theaters eingeweiht, dafür wurden zwei andere, nach dem Zweiten Weltkrieg gebaute Gebäude aufgegeben. Die Eröffnung wurde in Anwesenheit zahlreicher Vertreter des öffentlichen Lebens und bei Klängen der symphonischen Dichtung Also sprach Zarathustra von Richard Strauss vom Staatspräsidenten der Slowakischen Republik Ivan Gašparovič feierlich vollzogen. Bei der Eröffnung sollte ursprünglich die Slowakische Nationaloper Krútňava von Eugen Suchoň aufgeführt werden, da jedoch der Hauptdarsteller verhindert war, musste die Aufführung verschoben werden.
Erste Impulse zum Bau eines neuen Gebäudes für das Slowakische Nationaltheater gehen bis in das Jahr 1959 zurück. 1980 gewannen die Architekten Peter Bauer, Martin Kusý und Pavel Poňák einen Architektur-Wettbewerb; aus verschiedenen (politischen aber auch finanziellen) Gründen verzögerten sich jedoch die Bauarbeiten um 27 Jahre. Vor dem Neubau befinden sich die Peter-Roller-Kaskade und die beiden Türme des Architekten Pavel Bauer. Heute gehört das Slowakische Nationaltheater zu den modernsten seiner Art. Es sind drei Theatersäle in einem Gebäude vereint: Oper 901 Sitzplätze, Schauspiel 635 Sitzplätze, kleines Studio: 192 Sitzplätze. Außerdem verfügt das Haus über zahlreiche Nebenräume (Restaurant, Speisesaal für das Personal usw.). Die bebaute Gesamtfläche beträgt 46776 m². Im modernen neuen Gebäude vereinigen sich nun alle Sparten des Theaters, welche sich in den vorangegangenen Jahrzehnten auf mehrere Häuser verteilen mussten. Parallel dazu wird das alte Theater am Hviezdoslav-Platz weiterhin bespielt.